# Kaj je razsvetljenstvo (Foucault)
Kaj je razsvetljenstvo? je krajši tekst, ki ga je leta 1984 napisal Michel Foucault. V njem navezuje svojo filozofijo na Kantovo premišljevanje v istoimenskem članku iz leta 1784. V tem Foucaultovem tekstu najdemo misel, da v porazsvetljenski dobi že od Hegla in Nietzscheja naprej stežka najdemo filozofijo, ki se ne bi spopadla z vprašanjem »Kaj je razsvetljenstvo?« Foucault na podlagi tega izpelje, da če bi skušali odgovoriti, kaj je moderna filozofija, bi lahko rekli, da je zanjo značilno prav to, da skuša odgovoriti, kaj je razsvetljenstvo.
Ključna Kantova pojma, ki ju Foucault tukaj razvija, sta avtonomija in svoboda.

## Nastavki: Kant, Baudelaire

### Kantov tekst
Pri Kantovem odgovoru podčrta opredelitev razsvetljenstva kot izhoda (iz nedoletnosti) in opozori na razliko takšne zastavitve refleksije o sedanjosti glede na poprejšnje (pri Platonu, Avguštinu, Vicu). Tako razumljeno pomeni razsvetljenstvo modifikacijo predobstoječega razmerja med voljo, avtoriteto in uporabo pameti (uma). Ker je človek sam odgovoren za svojo nedoletnost, iz nje ne more priti brez spremembe, ki jo bo sam izvedel na samem sebi. Ob individualni plati razsvetljenstva pa je prisotna še institucionalna, politična, družbena plat: razsvetljenstvo kot politični problem.
Čeravno Kantov tekst ni - tako Foucault - povsem izčrpen in adekvaten opis kompleksnosti  kulturnih in družbenih sprememb s konca 18. stoletja, vendar prinaša neko pomembno filozofsko perspektivo, s tem ko odpira problem, kako naj se človeštvo (oziroma bolj specifično država) transformira v skupnost svobodnih in avtonomnih individuov. Zato izpostavi Kantovo koncepcijo razsvetljenstva kot dobe Kritike - in sicer trojnega razsojanja o tem, kaj lahko človek spozna, kaj naj stori in kaj mu je dovoljeno upati ter v tem kontekstu povezavo vpraševanja »Kaj je razsvetljenstvo?« s Kantovimi tremi velikimi kritikami. A specifičnost Kantovega teksta je nadaljnje križanje te kritično-analitične plati refleksije s historično refleksijo o aktualnosti njegovega početja.
Svojo analizo Kantovega teksta zgosti v ugotovitvi, da si je modernost treba predstavljati bolj kot držo oz. stališče (attitude), kot pa v smislu zgodovinskega obdobja.

### Drža modernosti kot grški ethos
Podobno pojmovanje modernosti najdemo v 19. stoletju pri Baudelairu, kjer biti moderen ne pomeni preprosto sprejeti časovno diskontinuiteto glede na tradicijo, ne pomeni tega uhajajočega, prehodnega, kontingentnega gibanja sedanjosti - marveč zavzeti držo (attitude) v odnosu do njega. Baudelairova modernost je po Foucaultu volja do pojunačenja sedanjosti; toda obenem gre za ironično heroizacijo sedanjosti: je hkrati igra svobode z realnim. Skrajna čuječnost do realnega je soočena s prakso neke svobode, ki realnost hkrati spoštuje in skruni. Foucault sklene, da za Baudelaira modernost človeka zavezuje k nalogi, da samega sebe (podrobno in pozorno) izdela/predela.
Kar zadeva pomen Kantovega teksta za nas (oziroma za Foucaultovo lastno filozofijo), je izpostavljen (v razsvetljenstvu zakoreninjen) tip filozofskega raziskovanja, ki problematizira:
- odnos do sedanjosti
- način historičnega obstoja (v izvirniku être: tudi bit, bitje) in
- konstituiranje samega sebe (kot avtonomnega subjekta).

Ob tem še poudari, da je »nit, ki nas lahko ponovno naveže na razsvetljenstvo, permanentna reaktivacija neke drže, torej nekega filozofskega ethosa« - reaktivacija »permanentne kritike našega historičnega obstoja (être)«.

## Foucaultova konstitucija pojma razsvetljenstva

### Ethos modernosti za današnji čas
Po opozorilih (glej spodaj), kaj ta filozofski ethos ni, mu Foucault poda »bolj pozitivno vsebino« - temeljil naj bi a)na kritiki (presojanju) tega, kar rekamo, mislimo in počnemo ter na b)hkratnem preučevanju »historične ontologije nas samih«, se pravi raziskovanju, kako smo postali to, kar smo.
1. Teoretska plat
Ta drža je bistveno mejno stališče (ne zunaj, ne znotraj: na meji). Kritika kot analiza limit ter hkratna refleksija o njih.
Na meji pomeni toliko kot niti sprejemati niti zavračati. A namesto Kantovega projekta v obliki nujnega omejevanja, želi Foucault bolj pozitivno obliko kritike - želi praktično kritiko v obliki možnega prestopanja, ki naj se izvaja kot historična raziskava (enquête) elementov, ki so nas pripeljali do tega, da smo se konstituirali in prepoznali kot subjekte tega, kar počnemo, mislimo in rekamo. Kantov transcendentalni pristop Foucault nadomesti z genealoškim in arheološkim. Kritika, ki bi skušala kar se da daleč in kar se da na široko ponovno zalučati nedoločeno delo svobode.
2. Plat delovanja, eksperimentiranja.
Ta filozofski ethos (ali stališče) si moramo predstavljati kot »historično-praktično preizkušanje limit, ki jih lahko prebijemo, in v tem smislu kot delo nas samih na nas samih, kolikor smo svobodna bitja« 
Poleg historičnih raziskav se je treba po Foucaultu lotiti tudi preizkušanja stvarnosti in aktualnosti - da bi zagrabili  tiste točke, kjer je sprememba možna in zaželena ter da bi po drugi strani lahko določili natančno formo, ki jo bomo nadeli spremembam. Polje za eksperimentiranje pa ne bi bilo (kot doslej, zlasti v 20. stoletju) globalno in radikalno, temveč naj bi se lotevali »zmerom delnih in lokalnih preizkušanj«.

### Delimitacija: kaj ni razsvetljenski ethos modernosti
Foucault uvede svojo opredelitev s strogo distinkcijo: na razsvetljenstvo se ne moremo navezati prek »zvestobe posameznim elementom doktrine«, ampak prej s »permanentno reaktivacijo [moderne] drže«.
1. V prvi vrsti je treba zavrniti »izsiljevanje« z razsvetljenstvom, kjer bi se morali opredeljevati, ali smo proti ali za razsvetljenstvo (ter njegovo racionalnost). Namesto tega se je treba spustiti v analizo nas samih kot historično določenih bitij v smislu serije kar se da preciznih zgodovinskih raziskav. Te ne bi bile usmerjene v bistvo racionalnosti, temveč v aktualne limite nujnega - v tisto, kar ni več nepogrešljivo za našo samokonstitucijo - vzpostavljanje nas samih kot avtonomnih bitij.
2. Permanentno presojanje nas samih se mora ogniti zmotnemu mešanju humanizma in razsvetljenstva. Humanizem za Foucaulta ni isto kot način refleksivnega odnosa do sedanjosti, ki ga vidi kot ključni element razsvetljenskega filozofiranja. »Humanizem« je po navadi zvezan s kopico vrednostnih sodb, razdrobljen je v več različic, ki si med seboj tu in tam celo nasprotujejo in ki se pogosto zatekajo v nenavadna zavezništva z religijo, z znanostmi, s politiko. Ker nima stalne vsebine, je preveč nekonsistenten, da bi ga mogli uporabiti kot os za refleksijo.

## Poudarki, dileme

### Foucault kot anti-postmodernist?
V domala vsakem pregledu filozofije, enciklopedičnih zapisih ter v mnogih strokovnih člankih najdemo Foucaulta klasificiranega kot »postmodernista«, njegovo filozofijo kot »postmodernistično«. Predstavljeni članek pa v ostrem nasprotju s tem kaže Michela Foucaulta, kako se umešča v družbo modernističnih mislecev in nas skuša opozoriti na kontinuiteto svojega dela glede na modernistični/razsvetljenski projekt. Postmoderna nikakor ni Foucaultov izraz - očitno je do njega gojil določene zadržke - in očitno se tudi ni prepoznaval v tem projektu. Četudi je njegovo delo imelo pomembne učinke za filozofijo in za njeno samodojemanje - prav te premike so nekateri označili kot postmoderno -, se zdi, da Foucaultova shema njegov (naš) čas postavlja kot novo etapo znotraj moderne dobe, ne pa kot novo epoho, kakor zadevo vidijo zagovorniki postmoderne. Z gotovostjo lahko trdimo, da Foucault ni antimodernist; kot pravi, je »treba zavrniti vse, kar se predstavlja v obliki poenostavljajoče in avtoritarne alternative«, ki jo je identificiral kot »izsiljevanje« v zvezi z razsvetljenstvom, razsvetljenskim racionalizmom, humanizmom. V tem smislu bi najbrž rekel, da je izsiljevanje s postoderno nesprejemljivo, in tako lahko o njem govorimo kvečjemu - če sploh - kot o postmodernistu z zadržkom, nikakor pa ne more biti zastavonoša postmodernističnega gibanja, kakor je pogosto predstavljen.